# Kraszowice (Świdnica)

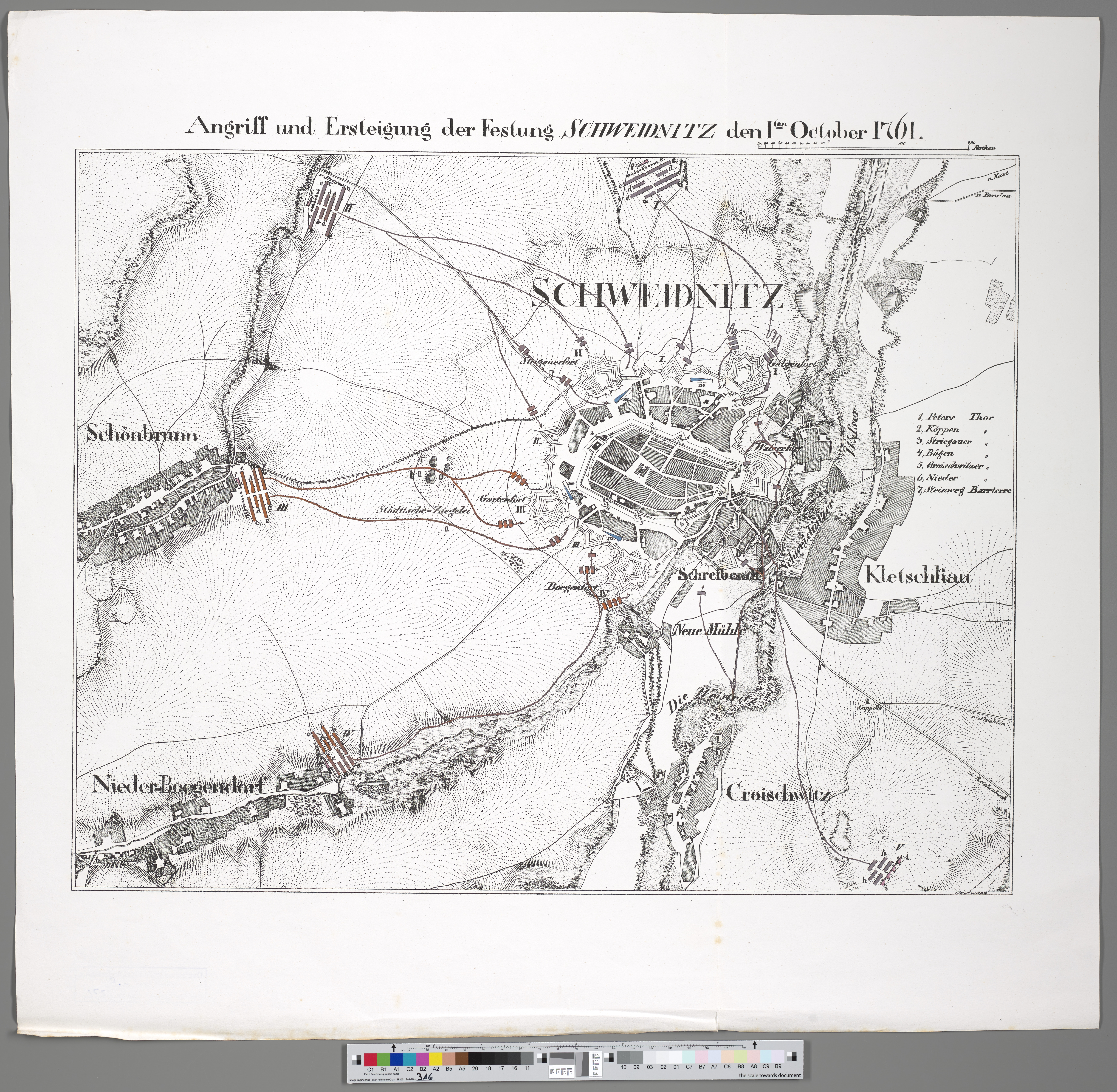
Schreibendorf und Croischwitz südlich von Schweidnitz auf einem Befestigungsplan von 1761

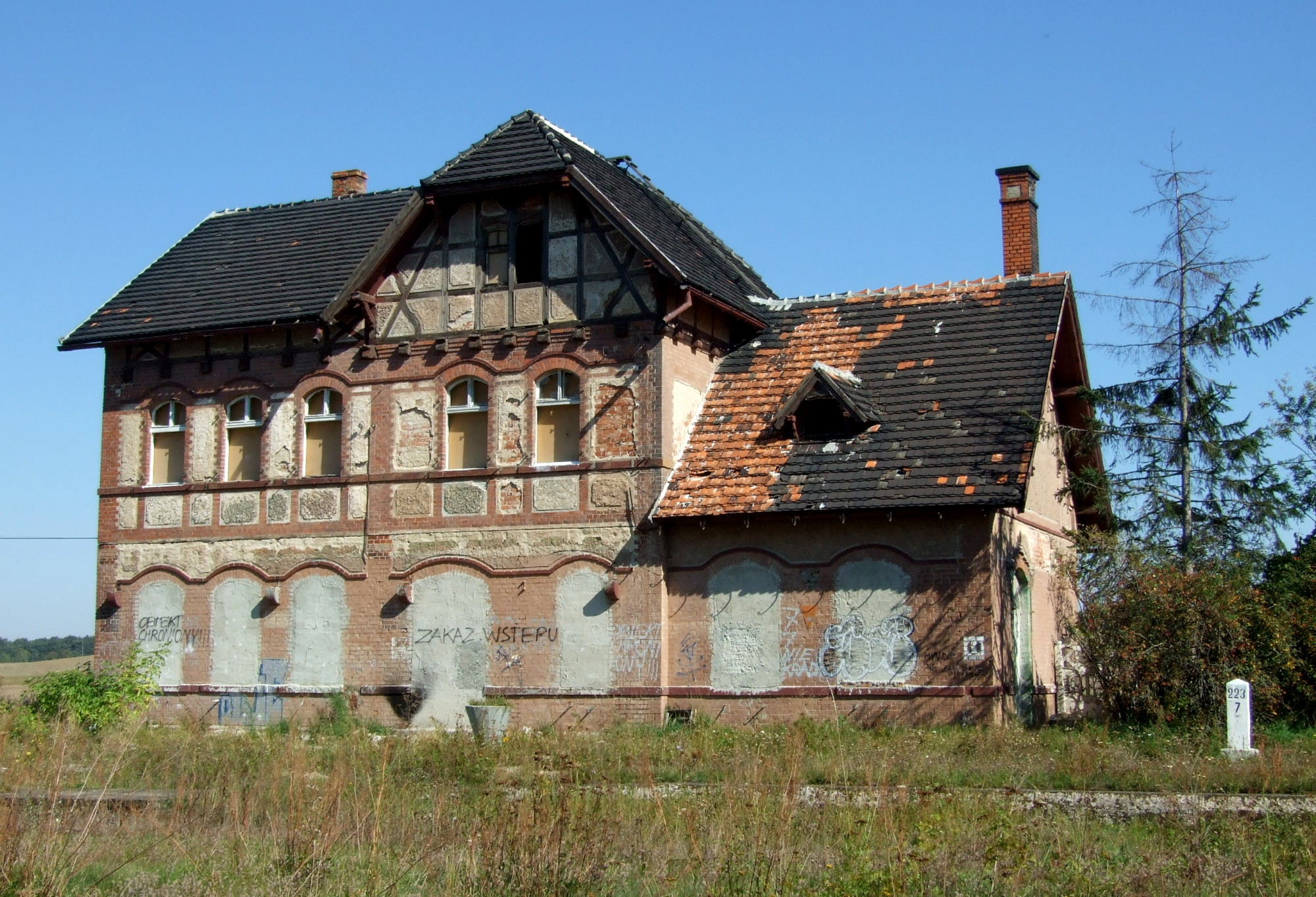
Der ehemalige Bahnhof des Ortes

Kraszowice (deutsch Kroischwitz; früher Croischwitz bzw. Kroschwitz) ist ein Stadtteil von Świdnica (Schweidnitz).

## Lage
Kraszowice grenzt südlich an Świdnica an. Nachbarorte sind Witoszów Dolny (Nieder Bögendorf) im Westen, Bystrzyca Dolna (Nieder Weistritz) im Süden, Jakubów (Jakobsdorf) im Osten.

## Geschichte

### Kroischwitz
Die Ersterwähnung von „Craswiz“ im Herzogtum Schweidnitz erfolgte 1299. Der Ortsname lässt auf eine slawische Gründung schließen, die im Zuge der Ostkolonisation durch deutsche Siedler erschlossen wurde. Ehemalige Besitzer waren der Schweidnitzer Bürger Nickel Zemel. Nachdem dieser ohne Erben gestorben war, fiel es als offenes Lehen an Herzog Bolko II. zurück. Letzterer tauschte es gegen das Dorf Senitz an Nickel von Watzenrode genannt Sachkirch. 1362 bestätigte Herzog Bolko II. den Verkauf des halben Dorfes Kroischwitz, inklusive der halben Scholtisei, des Kirchlehens und des Zinshofes von Jenchin von Sweynicz an Dietrich von Walditz. 1363 erhielt das Lehen Jorg Hutter. 1406 wurde das Gut von Hutters Erben an Gotsche Schof verkauft. Dessen Witwe veräußerte Kroischwitz 1450 an die Kämmerei der Stadt Schweidnitz, die bis in das 19. Jahrhundert Grundherr von Kroischwitz blieb. Ein Teil gehörte 1736 und 1743 der Familie von Seherr-Thoss. Nach dem Ersten Schlesischen Krieg fiel Kroischwitz 1741/42 mit dem größten Teil Schlesiens an Preußen. 1785 zählte Kroischwitz ein Vorwerk, elf Bauern, drei Gärtner, neun Häusler, eine Wassermühle und 168 Einwohner. 1845 waren es 22 Häuser, ein Lehngut, 275 Einwohner (21 katholisch und der Rest evangelisch), eine Wassermühle mit drei Einwohnern, eine Sägemühle, vier Leinwebstühle und sechs Handwerker. Kroischwitz war evangelisch zur Friedenskirche Schweidnitz und katholisch zur Stadtpfarrkirche Schweidnitz gepfarrt. 1874 wurde aus den Landgemeinden Kroischwitz und Nieder-Weistritz der Amtsbezirk Nieder-Weistritz gebildet. Kroischwitz gehörte bis 1945 zum Landkreis Schweidnitz. Von 1936 bis 1938 wurde ein Teil von Kroischwitz nach Schweidnitz eingemeindet. 
Als Folge des Zweiten Weltkriegs fiel Kroischwitz mit dem größten Teil Schlesiens 1945 an Polen. Nachfolgend wurde es durch die polnische Administration in Kraszowice umbenannt. Die deutschen Einwohner wurden, soweit sie nicht schon vorher geflohen waren, vertrieben. Die neu angesiedelten Bewohner stammten teilweise aus Ostpolen, das an die Sowjetunion gefallen war. 1955 erfolgte die völlige Eingemeindung nach Świdnica.

### Schreibendorf
Vier Häuserstellen im Oberdorf von Kroischwitz gehörten ursprünglich zum untergegangenen Ort Schreibendorf, der bis 1753 existierte. Schreibendorf lag zwischen Kroischwitz und dem Niedertor von Schweinidtz. Die Ersterwähnung erfolgte 1298. 1352 schenkte es Herzog Bolko dem Stift Grüssau, mit den Ober- und Niedergerichten und der Freiheit von vier Schmieden, zwei Schuhmachern, zwei Bäckern und zwei Fleischern. 1532 verkaufte es der Grüssauer Abt Franz mit Hohgiersdorf an die Stadt Schweidnitz. Für den Bau eines Wassergrabens für die Stadtbefestigung wurde das unmittelbar an Schweidnitz angrenzende Dorf aufgegeben und unter Wasser gesetzt, bis auf drei Gärtnerstellen und der Schölzerei die an Kroischwitz kamen. Nach dem Ersten Schlesischen Krieg fiel Schreibendorf 1741/42 mit dem größten Teil Schlesiens an Preußen. Schreibendorf war evangelisch zur Friedenskirche Schweidnitz und katholisch zur Stadtpfarrkirche Schweidnitz gepfarrt. Das vormals eigenständige Dorf bestand zuletzt aus 13 Gärtnerstellen, zwei Vorwerken und einer Scholtisei. 

## Sehenswürdigkeiten
- altes Bahnhofsgebäude